# Bruno-René Huchez
 (septembre 2017).
Si vous disposez d'ouvrages ou d'articles de référence ou si vous connaissez des sites web de qualité traitant du thème abordé ici, merci de compléter l'article en donnant les références utiles à sa vérifiabilité et en les liant à la section « Notes et références ».
Bruno-René Huchez, dit BRH ou Huber Chonzu, est un producteur et distributeur français de séries télévisées d’animation, né le 2 octobre 1943 à  Arras et mort le  24 mai 2016 à Paris.
Il est à l’origine de l’arrivée sur les écrans français, francophones et européens de nombreuses séries animées japonaises et de grandes coproductions avec les « majors » américains dans les années 1980.

## Biographie
Né au sein d’une famille aristocratique, dans laquelle ses frères, sœurs, cousins et cousines font de brillantes études, BRH est atteint d’une maladie orpheline[Laquelle ?], qui le cloue au lit de longs mois au détriment de ses études. Passionné par l’imaginaire des romans d’aventure et des bandes dessinées, il dévore les contes et légendes du monde entier, ce qui ne sera pas sans influence sur la suite de sa carrière.

### Premières armes
Après des études de gestion et quelques années passées en Afrique, il intègre la société Marubeni, entreprise japonaise d’import-export, responsable du service « Recherche et Développement ». Ses objectifs sont de trouver soit des produits français à exporter en Asie, soit des produits asiatiques à distribuer sur le marché français ou européen. C’est ainsi qu’il découvre UFO Robot Grendizer. C’est le déclic pour BRH. Convaincu du succès de cette série sur les écrans européens, il acquiert par l'entremise  de Jacques Canestier et sa société Telcia les droits de diffusion auprès de Toei Animation, producteur de la série, alors que celle-ci n’exportait pas ses produits et que le marché européen était réservé aux États-Unis.
A l'origine du déploiement des séries de films de Robots de Toei, figure la cession en 1976, des droits de reproduction et de représentation de Mazinger Z et des séries du même genre par Marubeni (représentant Toei) à la société ADITEC gérée par Liane Willemont.

### Le succès deGoldorak
BRH fait doubler la série d'animation rebaptisée Goldorak et en devient distributeur exclusif dans plusieurs pays d’Europe dont la France, l’Italie ou encore l’Allemagne. Diffusée à partir de 1978, la série devient instantanément un phénomène et Goldorak le héros préféré de millions d’Européens. Parallèlement, en Espagne, c’est Mazinger (nom générique donné à la trilogie de manga consacrée aux robots géants Mazinger, Great Mazinger et Goldorak), qui s'impose.
De nombreuses autres séries d’animation telles que Candy (1978), San Ku Kaï (1979), Albator, le corsaire de l'espace (1979), Capitaine Flam (1981)  ou Cobra (1985) vont alors suivre. Dans la foulée, il crée en 1981 IDDH, une société de gestion de droits audiovisuels.  Le succès est considérable et les droits dérivés sont très importants.
Les premiers jouets dérivés issus des séries labellisées « IDDH » importées en Europe, étaient de marque POPY, produites sous licence de la Toei. Parfois même des emballages japonais avec juste une étiquette de conformité. Puis, ce sont Mattel, Bandai et Hasbro qui profiteront dès le milieu des années 1980 de ce marché. À noter que Popy fut racheté par Bandai en 1980, et Popy fut la première marque de jouets à pouvoir commercialiser du « Goldorak » officiel parmi toutes les contrefaçons ou bootlegs… – et que cette licence est toujours détenue par Bandai en 2012 pour le Goldorak Grendizer Soul of Chogokin.

### De distributeur à producteur
À partir des années 1980, BRH passe à la production de séries. Il propose à Jacqueline Joubert, alors présentatrice, productrice et directrice des programmes jeunesse sur Antenne 2, une histoire inspirée de son enfance : Clémentine qui sera diffusée sur Antenne 2 à partir de 1985.
En 1981, il acquiert le château du Faÿ à Andrésy.
Suivront de nombreuses séries d’animation : Denver, le dernier dinosaure (1988),  Tortues Ninja (1989), Retour vers le futur (1992), Fantôme 2040 (1994) , etc. , dont la coproduction avec différentes majors américaines a été initiée par un des principaux collaborateurs d'IDDH, Pierre Métais, qui reçoit le European Licensing Award pour Tortues Ninja, et qui deviendra par la suite distributeur de Pokemon en France et producteur-réalisateur des séries d'animation Quasimodo et Tristan et Iseult : La Légende oubliée diffusés sur France Télévisions.
La coproduction de Denver, le dernier dinosaure avec World Events Production, véritable succès planétaire et dont la réalisation revient à Bahram Rohani, fait d’IDDH la première société française de production en Europe, donnant  naissance à Marianne Ire (1990), Draculito, mon saigneur (1991), Bucky O'Hare... contre les Krapos ! (1991), La Légende de Prince Vaillant (1992) ou encore Michel Strogoff (1998). 
BRH décide parallèlement de produire sa propre émission jeunesse : ce sera Amuse 3 en 1988, diffusé le dimanche soir de 18 h à 20 h sur FR3 jusqu'en 1991.

### Difficultés financières
À la suite de problèmes financiers, en partie dus au dépôt de bilan de La Cinq, BRH cède son catalogue à Europe Images. Il parvient à terminer la production de plusieurs séries alors en cours grâce à M6 mais IDDH doit déposer le bilan en 1999.
Dans les années 2000, Alexandre, son fils, crée à son tour Rouge Citron Production, société spécialisée dans la production des œuvres audiovisuelles et la distribution tant à la télévision qu’en DVD. BRH écrit des scénarios, notamment le long métrage Michel Strogoff, présenté au Stade de France. Il obtient les « Lauriers du Sénat » en 2006 (cérémonie  récompensant les meilleurs journalistes, producteurs, présentateurs).
BRH meurt le 24 mai 2016 à Paris à l’âge de 72 ans.

## Filmographie

### Distributeur
- 1974 : Princesse Saphir
- 1978 : Goldorak
- 1978 : Candy
- 1978 : Albator, le corsaire de l'espace
- 1979 : San Ku Kaï
- 1981 :  Bouba
- 1981 : Capitaine Flam
- 1981 : Les Misérables
- 1982 : Onze pour une coupe
- 1982 : Tom Sawyer
- 1982 : Rody le petit Cid
- 1983 : Démétan, la petite grenouille
- 1983 :  Judo Boy
- 1983 : Le Tour du monde en 80 jours
- 1983 : X-Or
- 1984 : Les Trois Mousquetaires
- 1985 : Bioman
- 1985 : Cobra
- 1985 : Edgar de la cambriole
- 1985 : L'Empire des Cinq
- 1985 : Transformers
- 1986 : Crocus
- 1986 : Douze Mois ou la Forêt enchantée (téléfilm)
- 1986 : L’Île au trésor
- 1985 : Lady Oscar
- 1986 : Mazinger Z
- 1986 : L’Oiseau bleu
- 1986 : Signé Cat’s Eyes
- 1987 : Les Petits Malins
- 1988 : Maskman
- 1989 : Dan et Danny
- 1989 : Isabelle de Paris
- 1989 : Liveman
- 1989 : Nell
- 1989 : Les Quatre Filles du docteur March
- 1998 : Le Lac des cygnes

### Producteur ou coproducteur
- 1985 : Clémentine
- 1986 : Moi Renart
- 1987 : Bleu, l'enfant de la Terre
- 1988 : Molierissimo
- 1988 : Denver, le dernier dinosaure
- 1989 : Tortues Ninja
- 1990 : Marianne Ire
- 1991 : Lucky Luke
- 1991 : Les Aventures de la famille Glady
- 1991 : Draculito, mon saigneur
- 1991 : Bucky O'Hare... contre les Krapos !
- 1992 : La Légende de Prince Vaillant
- 1992 : Retour vers le futur
- 1993 : Barnyard commandos
- 1994 : Fantôme 2040
- 1996 : Les Mille et Une Nuits
- 1998 : Michel Strogoff

## Anecdote
- Le nom de Goldorak aurait été trouvé par Jacques Canestrier, directeur commercial de la société de production Telcia, et quelques comédiens qui prêtaient leur voix au héros, dont, michel gatineau, qui a fait l'adaptation française, de goldorak, il s’agirait de la contraction de « Goldfinger » et « Mandrake », qui a donné Goldrake et finalement Goldorak. En 1978, BRH obtient les droits sur tous les noms de la série (Actarus, Alcor, Vénusia, etc.)[réf. nécessaire].